# Ferdynand Andrusiewicz
Ferdynand Andrusiewicz (ur. 9 stycznia 1885 w Brzeżanach, zm. 29 lipca 1936) – podpułkownik piechoty Wojska Polskiego.

## Życiorys
Urodził się 9 stycznia 1885. Z zawodu był architektem. W czasie I wojny światowej walczył w szeregach cesarsko-królewskiej Obrony Krajowej. Jego oddziałem macierzystym był 19 Pułk Piechoty Obrony Krajowej (w 1917 przemianowany na Pułk Strzelców Nr 19). Na stopień kadeta rezerwy został mianowany ze starszeństwem z 1 stycznia 1911, porucznika rezerwy ze starszeństwem z 1 stycznia 1914, a nadporucznika ze starszeństwem z 1 listopada 1915.
Po odzyskaniu przez Polskę niepodległości został przyjęty do Wojska Polskiego. Brał udział w rozpoczętej w listopadzie 1918 obronie Lwowa w trakcie wojny polsko-ukraińskiej. W stopniu porucznika pełnił stanowisko adiutanta, zastępcy i szefa sztabu Odcinka IV załogi szkoły im. Henryka Sienkiewicza. W stopniu kapitana był drugim rangą oficerem po mjr. Zdzisławie Trześniowskim ps. „Tatar” w załodze szkoły im. Henryka Sienkiewicza. Został awansowany do stopnia majora piechoty ze starszeństwem z dniem 1 czerwca 1919. W latach 20. był oficerem 34 pułku piechoty w garnizonie Biała Podlaska: w 1923 był dowódcą batalionu sztabowego, a w 1924 pełnił funkcję kwatermistrza. W maju 1925 został przeniesiony do 55 Pułku Piechoty w Lesznie na stanowisko dowódcy II batalionu. W lipcu tego roku został przeniesiony do 82 pułku piechoty w Brześciu na stanowisko dowódcy III batalionu. Został awansowany do stopnia podpułkownika piechoty ze starszeństwem z dniem 1 stycznia 1928. W marcu 1929 został przeniesiony do kadry oficerów piechoty z równoczesnym przeniesieniem służbowym do Powiatowej Komendy Uzupełnień Rawa Ruska na stanowisko pełniącego obowiązki komendanta. W sierpniu tego roku został zwolniony z zajmowanego stanowiska i oddany do dyspozycji dowódcy Okręgu Korpusu Nr VI. Z dniem 31 grudnia 1929 został przeniesiony w stan spoczynku.
Zmarł 29 lipca 1936. Został pochowany na Cmentarzu Obrońców Lwowa (kwatera XXVII, miejsce 2171).

## Ordery i odznaczenia
- Krzyż Walecznych (trzykrotnie 1922)[21]
- Złoty Krzyż Zasługi (10 listopada 1928)[22]
- Medal Niepodległości (9 listopada 1933)[23]
- Odznaka pamiątkowa IV Odcinka „Obrony Lwowa”[24]
- Krzyż Zasługi Wojskowej 3 klasy z dekoracją wojenną i mieczami (Austro-Węgry)[4]
- Srebrny Medal Zasługi Wojskowej z mieczami na wstążce Krzyża Zasługi Wojskowej (dwukrotnie, Austro-Węgry)[4]
- Brązowy Medal Zasługi Wojskowej z mieczami na wstążce Krzyża Zasługi Wojskowej (Austro-Węgry)[4]
- Krzyż Pamiątkowy Mobilizacji 1912–1913 (Austro-Węgry)[6]